# Courageous (canción)
«Courageous» es una canción de rock cristiano de la banda Casting Crowns, publicada por las compañías Beach Street Records, Reunion Records y Provident Label Group. Compuesta por Mark Hall y Matthew West y producida por Mark A. Miller, fue lanzada el 19 de julio de 2011 como el primer sencillo del álbum Come to the Well (2011). Hall declaró que recibió la inspiración para el tema en el desayuno del Día nacional de oración del año 2008. Es una canción rock y soft rock, cuya letra trata acerca de que los padres sean mejores líderes espirituales.
«Courageous» recibió reseñas variadas de los especialistas, algunos de los cuales la elogiaron como una de las mejores canciones de Come to the Well. Alcanzó el primer lugar de las listas de Billboard Christian Songs, Christian Airplay y Christian Digital Songs, y también se ubicó en la cuarta posición del conteo Bubbling Under Hot 100 Singles y en la decimoquinta en el Heatseekers Songs.

## Antecedentes y grabación
De acuerdo con el vocalista de la banda, Mark Hall, la inspiración para «Courageous» llegó en el desayuno del Día nacional de oración en el año 2008. Alex Kendrick se reunió con Hall, ya que la banda estaba actuando en el evento. Comenzaron a conversar sobre varios temas hasta que Hall le habló sobre el programa de estudio de la Biblia para padres de su iglesia. Dijo que «nuestros corazones se unieron en cierto modo con la pasión de ver a los hombres alzarse y ser devotos de la casa que Dios nos ha llamado a ser». Kendrick mencionó que quería una canción en los créditos finales de una película que «lo iluminase» [a Hall]. La canción forma parte de la banda sonora de la película Courageous (2011), protagonizada por Ken Bevel, Kevin Downes y Alex Kendrick. Narra la historia de cuatro hombres que luchan con su rol de esposos y padres.
Mark Hall y Matthew West compusieron «Courageous» y Mark A. Miller la produjo. Sam Hewitt la grabó y mezcló en Zoo Studio, Franklin, Tennessee, con voces adicionales grabadas en Eagle's Landing Studio, McDonough, Georgia. Por último, Andrew Mendelson la masterizó.

## Composición
«Courageous» es una canción con una duración de tres minutos y cincuenta y nueve segundos. De acuerdo con la partitura publicada en Musicnotes por Capitol CMG, está compuesta en un compás de 4/4 en la tonalidad de fa bemol5 y tiene un tempo de 80 pulsaciones por minuto. El registro vocal de Mark Hall se extiende desde la nota baja la3 a la alta fa bemol 5. Es una canción rock y soft rock, que cuenta con guitarras «estridentes» y «un riff de guitarra poderoso». Su letra habla acerca de que los padres sean mejores líderes espirituales; el puente de la canción cita el libro de Miqueas, llamando al oyente a «vivir con justicia, amar con misericordia y caminar humildemente con tu Dios».

## Recepción crítica
«Courageous» recibió críticas variadas de los especialistas de la música. James Christopher Monger de Allmusic opinó que contribuye a una fuerte apertura para Come to the Well. Grace S. Aspinwall de CCM Magazine mencionó que lo mejor de «Courageous» es «la carga de los padres y maridos». Tom Lennie de Cross Rhythms fue menos positivo, y la llamó «una de las canciones menos melódicas que se ofrecen en Come to the Well». Lindsay Williams de Gospel Music Channel comentó que las composiciones de Matthew West mejoraron el disco. Tincan Caldwell de Jesus Freak Hideout dijo que parecía «un desafío apto para los hombres de Dios que en este mundo mantienen un estilo de vida de espectadores, mientras viven indirectamente a través de programas de televisión y equipos deportivos» y que el puente la hizo «agradable para la reflexión». Nathaniel Schexnayder del mismo sitio escribió que «"Courageous" es un himno pop rock que tiene un estribillo pegadizo y razonable».

## Lanzamiento y recepción comercial
Casting Crowns lanzó «Courageous» como descarga digital el 19 de julio de 2011 y el 13 de agosto del mismo año en las radioemisoras Christian AC, Christian CHR y Soft AC/Inspirational. «Courageous» alcanzó el puesto número uno en la lista de Billboard Christian Songs, tras once semanas desde su debut. Permaneció en la misma posición por otras tres semanas consecutivas. Cayó a la posición dos en su decimoquinta semana pero regresó a la cima en la siguiente.
También alcanzó el primer puesto tanto en Christian Airplay como Christian Digital Songs, así como el segundo en Hot Christian AC. Se ubicó en la cuarta posición del Bubbling Under Hot 100 Singles, así como en la decimoquinta en Heatseekers Songs. En las listas de fin de año, «Courageous» figuró en las posiciones 29.ª, 31.ª y 33.ª de las listas Christian Digital Songs, Christian Songs y Hot Christian AC.

## Posicionamiento en listas
| País           | Lista (2011)                   | Mejor posición |
| -------------- | ------------------------------ | -------------- |
| Estados Unidos | Bubbling Under Hot 100 Singles | 4              |
| Estados Unidos | Christian Airplay              | 1              |
| Estados Unidos | Christian Digital Songs        | 1              |
| Estados Unidos | Heatseekers Songs              | 15             |
| Estados Unidos | Hot Christian AC               | 2              |
| Estados Unidos | Christian Songs                | 1              |

| País           | Lista (2011)            | Posición |
| -------------- | ----------------------- | -------- |
| Estados Unidos | Christian Digital Songs | 29       |
| Estados Unidos | Hot Christian AC        | 33       |
| Estados Unidos | Christian Songs         | 31       |
| País           | Lista (2012)            | Posición |
| Estados Unidos | Christian Digital Songs | 18       |
| Estados Unidos | Hot Christian AC        | 30       |
| Estados Unidos | Christian Songs         | 32       |

## Certificaciones
| Región                | Certificación | Certificación |
| --------------------- | ------------- | ------------- |
| Estados Unidos (RIAA) | Oro           | 500 000       |

## Historial de lanzamientos
| País           | Fecha                | Formato               | Discográfica             | Ref.   |
| -------------- | -------------------- | --------------------- | ------------------------ | ------ |
| Estados Unidos | 19 de julio de 2011  | Descarga digital      | Reunion Records          | [ 13 ] |
| Estados Unidos | 13 de agosto de 2011 | Christian AC          | Beach Street/Reunion/PLG | [ 14 ] |
| Estados Unidos | 13 de agosto de 2011 | Christian CHR         | Beach Street/Reunion/PLG | [ 15 ] |
| Estados Unidos | 13 de agosto de 2011 | Soft AC/Inspirational | Beach Street/Reunion/PLG | [ 16 ] |

## Créditos y personal
Créditos adaptados de notas de Come to the Well.
| Casting Crowns - Hector Cervantes – guitarra eléctrica - Juan DeVevo – guitarra acústica, guitarra eléctrica - Melodee DeVevo – violín, coros - Megan Garrett – piano, teclado, coros - Mark Hall – voz - Chris Huffman – bajo eléctrico - Brian Scoggin – batería Grabación/Producción - Grabado en Zoo Studio, Franklin, Tennessee. - Voces adicionales grabadas en Eagle's Landing Studio, McDonough, Georgia. - Sub-mezclas en ShinShack Studio, Nashville, Tennessee. | Técnico - Natthaphol Abhigantaphand - masterización - Shelley Anderson - masterización - Daniel Bacigalupi - grabación vocal - David Davidson - arreglos de cuerdas - Michael France - grabación vocal - Eric Jackson - grabación vocal - Terry Hemmings - productor ejecutivo - Michael Hewitt - grabación, edición digital - Sam Hewitt - grabación, mezcla - Billy Lord - grabación vocal - Jason McArthur - A&R - Mark A. Miller - productor - Andrew Mendelson - masterización - Matt Naylor - grabación, edición digital |